# 크리스 마이어
크리스 마이어(Chris Meyer, 1975년 6월 4일 ~ )는 미국의 배우이다.
뉴저지주에서 태어났다.

## 출연 작품
- 그레이 레이디 (2017년)
- 트레체리 (2013년) - 에반 역
- 키스 오브 뱀파이어 (2011년)
- 올모스트 퍼펙트 (2011, Almost Perfect)
- 하드 브레이커스 (2010년)
- 프로즌 키스 (2009년)
- 버츄얼 코드 (2008년)
- 제로필리아 (2005년) - 제레미 역
- P.S 온리 유 (2004년) - 릭키 역

### 텔레비전
- CSI: 뉴욕 (2006)